# North Wellington AFC
Der North Wellington Association Football Club ist ein neuseeländischer Fußballklub aus dem Norden von Wellington.

## Geschichte
Der Klub entstand im Jahr 1972 in Folge der Fusion zweier Mannschaften mit dem Namen Onslow (gegründet 1934) und Johnson Villa (gegründet 1951). Zudem ging noch Newlands Paparangi United im Jahr 1992 in dem Klub auf.
Nach der Gründung schaffte man es schnell in die Division 2 und von hier dann auch zur Saison 1983 in die Division 1. Dort hielt man ich aber nur bis zur Saison 1987, als man danach wieder absteigen musste, jedoch gelang hier dann zur Saison 1991 schon wieder die Rückkehr. Nach Einführung der Premier League im Jahr 1992 fand man sich hier dann auch wieder und gehörte der Liga bis zu ihrer letzten Saison im Jahr 1999 auch an. Danach ging es in die Capital Premier über, aus der man als zehnter aber auch wieder direkt in die Division 1 abstieg. Hieraus kehrte man dann ab der Spielzeit 2005 in die Capital Premier zurück, hielt sich aber nur für zwei Spielzeiten, nach der man wieder abstieg. So ging es auch ein paar Mal weiter, bis man nun seit dem Aufstieg in der Saison 2020 durchgehend sogar wieder in der Premier League spielt. Seit der Saison 2021  ist man erneut Teilnehmer des National League Systems, doch bisher gelang es noch nicht sich für die Meisterschaftsrunde zu qualifizieren.